# Someone to Call My Lover
Singles de Janet Jackson
All for You
(2001) Son of a Gun (I Betcha Think This Song Is About You)
(2001)
Someone to Call My Lover est une chanson de Janet Jackson. Il s'agit du deuxième single extrait de son album All for You.

## Informations
Le riff de guitare est un sample d'une chanson du groupe America, Ventura Highway (1972). Le loop répété tout au long du refrain est une interpolation de la première Gymnopédie d'Erik Satie, joué en 4/4 au lieu de 3/4. Janet Jackson a recherché cette pièce pendant des années: « Quand j'étais petite et quand je revenais de l'école, il y avait une émission intitulée The 3:30 Movie, qui jouait des films musicaux de la Metro-Goldwyn-Mayer. Je me souviens que je regardais Chantons sous la pluie et il y avait cette publicité, probablement pour Dove, avec une femme tout en blanc et elle était accompagnée de cette musique d'Erik Satie. Je n'ai jamais su qui était le compositeur, mais cette mélodie ne m'a jamais quittée. »
Janet Jackson déclara que cette mélodie lui était revenue sept ans plus tard : « C'était chez Ralph Lauren et je me suis dit Oh mon Dieu ! C'est la radio ou un CD ?, je leur ai dit S'il vous plait, dites-moi que c'est un CD.. Ils m'ont répondu En fait, c'est un CD de Ralph Lauren et on ne l'a plus. J'étais genre Oh non..., et ils m'ont donné le CD. »
La chanteuse a ajouté : « Je suis allée voir Jimmy (Jam) et je lui ai dit Jimmy, j'ai juste envie de partager ça avec toi, et il a pu se rendre compte de l'amour que je portais à cette musique. Il a remanié la pièce à son goût pour Someone to Call My Lover. »
Au moment de l'enregistrement, Janet Jackson venait juste de divorcer d'avec René Elizondo Jr. (en), après presque dix ans de mariage. Someone to Call My Lover, et plusieurs autres chansons de l'album All for You, utilisent le thème du divorce et du retour au célibat.
Le So So Def Remix de la chanson marque la première collaboration entre Janet Jackson et Jermaine Dupri. La chanson a atteint la troisième place du top 10 aux États-Unis et a été nommé aux Grammy Awards de 2002 pour le trophée de la meilleure performance vocale féminine. C'est I'm Like a Bird de Nelly Furtado qui a finalement remporté la récompense.
Janet Jackson n'a interprété cette chanson que lors du All for You Tour. À ce jour, c'est son dernier single à avoir atteint le top 10 du Billboard Hot 100.

## Clip
Le clip vidéo a été réalisé par Francis Lawrence, et est centré sur un jukebox. Janet Jackson arrive en voiture dans un bar, où elle chante et danse. Elle se fait prendre en stop par une voiture rouge.
Un clip a été tourné pour le So So Def Remix, avec le même contenu que le clip original et des plans de Jermaine Dupri.
La version originale apparaît sur l'édition CD-DVD de All for You, tandis que la version So So Def figure sur la compilation From janet. to Damita Jo: The Videos.

## Supports
| Vinyle promo Europe - Face A: 1. "Someone to Call My Lover" (So So Def Remix) – 4:40 2. "Someone to Call My Lover" – 4:32 - Face B: 1. "Someone to Call My Lover" (Velvet Mix-Jam & Lewis) – 4:46 2. "Someone to Call My Lover" (80's Remix-Jam & Lewis) – 5:08 CD single Europe 1. "Someone to Call My Lover" (Single Edit) – 4:14 2. "Someone to Call My Lover" (So So Def Remix) – 4:40 Maxi CD Europe 1. "Someone to Call My Lover" (Single Edit) – 4:14 2. "Someone to Call My Lover" (Hex Hector/Mac Quayle Radio Edit) – 3:49 3. "Someone to Call My Lover" (So So Def Remix) – 4:40 4. "Someone to Call My Lover" (Velvet Mix) – 4:46 5. "Someone to Call My Lover" (Hex Hector/Mac Quayle Club Mix) – 7:48 CD promo Royaume-Uni 1. "Someone to Call My Lover" (Hex Hector/Mac Quayle Club Mix) – 7:48 2. "Someone to Call My Lover" (Hex Hector/Mac Quayle Dub Mix) – 6:02 Vinyle promo Royaume-Uni - Face A: 1. "Someone to Call My Lover" (Hex Hector/Mac Quayle Club Mix) – 7:48 - Face B: 1. "Someone to Call My Lover" (So So Def Remix) – 4:40 2. "Someone to Call My Lover" (The Velvet Mix) – 4:46 Vinyle promo États-Unis - Face A: 1. "Someone to Call My Lover" (So So Def Remix) – 4:40 2. "Someone to Call My Lover" (Album Version) – 4:32 - Face B: 1. "Someone to Call My Lover" (So So Def Instrumental) – 4:40 2. "Someone to Call My Lover" (Album Instrumental) – 4:32 | Double-vinyle promo États-Unis - Vinyle 1 – face A: 1. "Someone to Call My Lover" (Album Version) – 4:32 2. "Someone to Call My Lover" (Album Instrumental) – 4:32 - Vinyle 1 – face B: 1. "Someone to Call My Lover" (So So Def Remix) – 4:40 2. "Someone to Call My Lover" (So So Def Instrumental) – 4:40 - Vinyle 2 – face A: 1. "Someone to Call My Lover" (Hex Hector/Mac Quayle Club Vocal Mix) – 7:48 2. "Someone to Call My Lover" (Hex Hector/Mac Quayle Radio Vocal Mix) – 3:49 - Vinyle 2 – face B: 1. "Someone to Call My Lover" (Hex Hector/Mac Quayle Dub Mix) – 6:02 2. "Someone to Call My Lover" (Hex Hector/Mac Quayle Radio Acappella) – 3:49 CD single États-Unis CD single Royaume-Uni 1. "Someone to Call My Lover" (Single Edit) – 4:14 2. "Someone to Call My Lover" (Hex Hector/Mac Quayle Club Mix) – 7:48 3. "Someone to Call My Lover" (So So Def Remix) – 4:40 4. "Someone to Call My Lover" (Video) CD single promo Japon CD single Australie 1. "Someone to Call My Lover" (Single Edit) – 4:14 2. "Someone to Call My Lover" (Hex Hector/Mac Quayle Radio Mix) – 3:49 3. "Someone to Call My Lover" (So So Def Remix) – 4:40 4. "Someone to Call My Lover" (The Velvet Mix) – 4:46 5. "Someone to Call My Lover" (Hex Hector/Mac Quayle Club Mix) – 7:48 CD single promo France 1. "Someone to Call My Lover" (Single Edit) – 4:14 |

## Remixes officiels
- Album Version – 4:32
- Album Instrumental – 4:32
- Single Edit – 4:14
- Hex Hector/Mac Quayle Club Mix – 7:38 (= Hex Hector/Mac Quayle Vocal Mix or Hex Hector/Mac Quayle Club Vocal Mix)
- Hex Hector/Mac Quayle Radio Mix – 3:49
- Hex Hector/Mac Quayle Radio A Cappella – 3:49
- Hex Hector/Mac Quayle Dub Mix – 6:02
- Velvet Mix – 4:46
- Jam & Lewis Total 80's Remix – 5:08
- So So Def Remix featuring Jermaine Dupri – 4:40
- So So Def Instrumental – 4:40
- So So Def Remix Acapella - 4:40

## Classements
| Pays (2001)                      | Position |
| -------------------------------- | -------- |
| Australie                        | 15       |
| Belgique (Flandre)               | 32       |
| Belgique (Wallonie)              | 38       |
| Canada                           | 9        |
| Pays-Bas                         | 28       |
| France                           | 58       |
| Allemagne                        | 65       |
| Irlande                          | 23       |
| Italie                           | 34       |
| Nouvelle-Zélande                 | 18       |
| Suède                            | 49       |
| Suisse                           | 42       |
| Royaume-Uni                      | 11       |
| États-Unis Billboard Hot 100     | 3        |
| États-Unis Hot R&B/Hip-Hop Songs | 11       |
| États-Unis Hot Dance Club Play   | 1        |
| États-Unis. Adult Contemporary   | 29       |

| Pays (2001)                  | Position |
| ---------------------------- | -------- |
| États-Unis Billboard Hot 100 | 38       |